# Серед-Сядэйяха
Серед-Сядэйяха (устар. Серед-Седей-Яга) — река в России, течёт по территории Заполярного района Ненецкого автономного округа. Левый приток Седеяхи. Длина реки составляет 49 км.

## Данные водного реестра
По данным государственного водного реестра России относится к Двинско-Печорскому бассейновому округу, водохозяйственный участок реки — Печора от водомерного поста Усть-Цильма и до устья, речной подбассейн реки — бассейны притоков Печоры ниже впадения Усы. Речной бассейн реки — Печора.
Код объекта в государственном водном реестре — 03050300212103000083759.